# Srédnie Pàkhatxi
Srédnie Pàkhatxi (en rus: Средние Пахачи) és un poble del krai de Kamtxatka, a Rússia, que el 2021 tenia 286 habitants. Pertany al districte de Tilítxiki.